# Hendrik Breukelaar

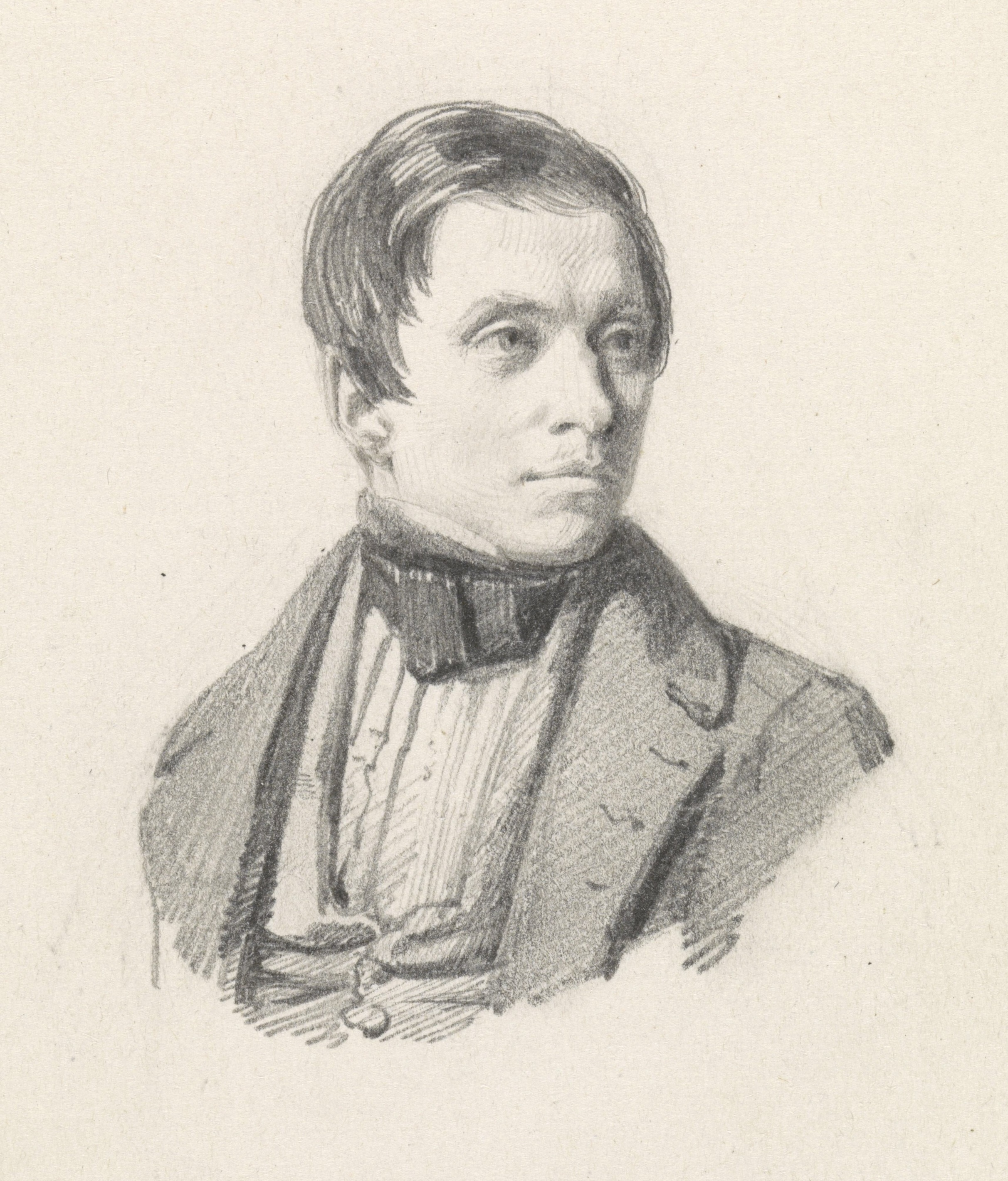
Hendrik Breukelaar door Johan Coenraad Hamburger.

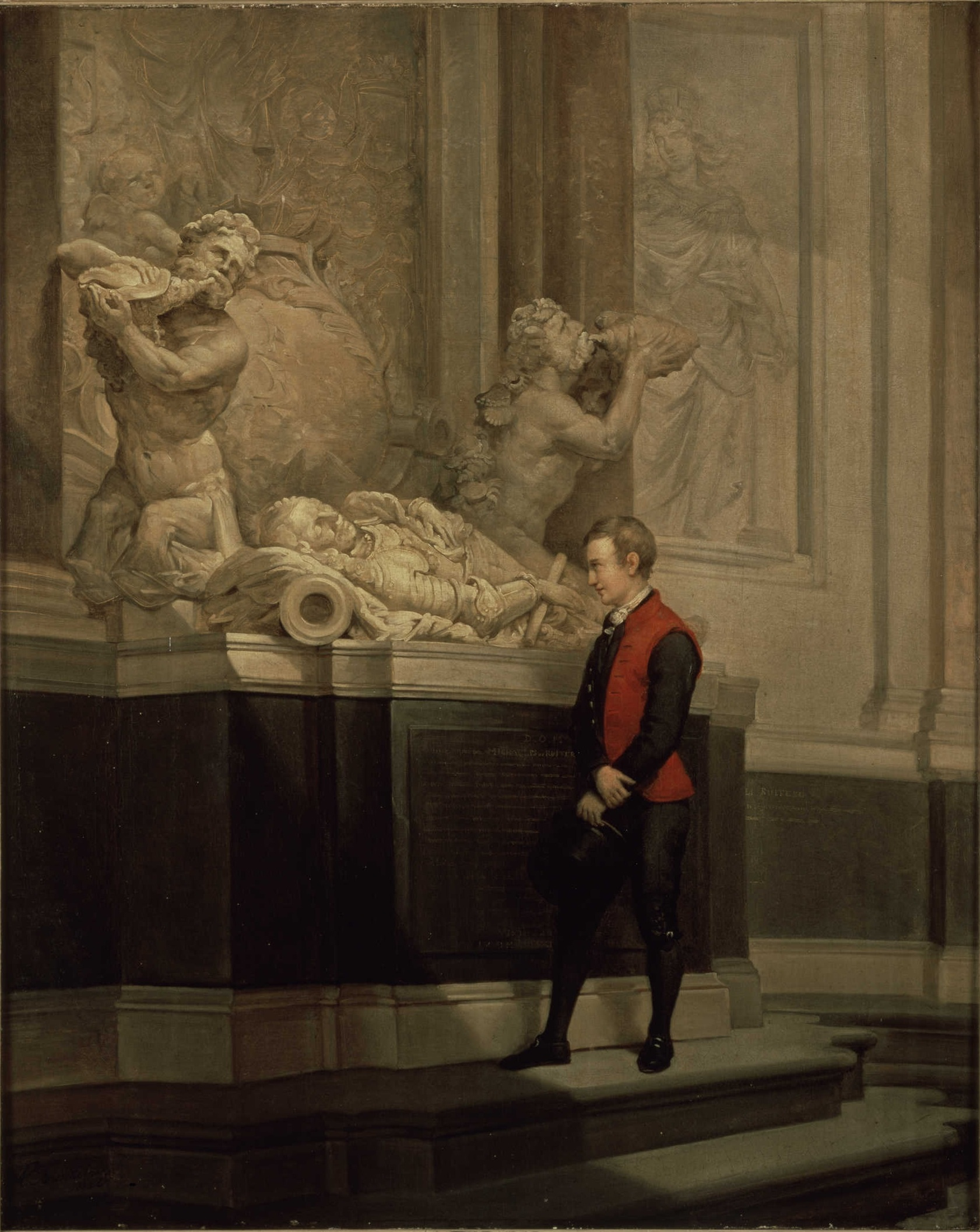
Van Speyk voor het praalgraf van de Ruyter, Amsterdam Museum.

Hendrik Breukelaar (Amsterdam, 4 juni 1809 - aldaar, 7 juni 1839) was een Nederlands kunstschilder. Hij werd vooral bekend door zijn historische schilderij Van Speyk voor het praalgraf van de Ruyter.

## Leven en werk
Breukelaar ging naar de tekenschool van de Maatschappij tot Nut van 't Algemeen. Hij was een leerling van Cornelis Kruseman en diens neef Jan Adam Kruseman. Van der Aa's biografisch woordenboek meldt dat hij "zijn medeleerlingen tot voorbeeld strekte, niet alleen in de getrouwe uitoefening der kunst, maar ook door zijn brave gedrag". 
Breukelaar schilderde in een romantische stijl en specialiseerde zich in portretten en genrewerken, maar ook enkele historische taferelen. Bekendheid verwierf hij met zijn schilderij Van Speyk voor het praalgraf van de Ruyter (1832), thans in het Amsterdam Museum. Het verbeeldt de jonge wees Van Speijk in een tenue met een rood jasje van het Amsterdams Burgerweeshuis, staande bij het praalgraf van Michiel de Ruyter in de Nieuwe Kerk te Amsterdam. Klaarblijkelijk voelt de jongeman zich klaar om in diens voetsporen te treden. Het werk past in de romantische traditie van die tijd, waarin de nationale trots een prominente plaats innam.
Breukelaar werd reeds tijdens zijn studie onderscheiden, onder meer met de gouden penning van vereniging Felix Meritis. Zijn vroege dood in 1839, nog geen dertig jaar oud, verhinderde echter de verdere ontwikkeling van zijn talent.